# Agua Cercada
Agua Cercada är en ort i Mexiko.   Den ligger i kommunen Maltrata och delstaten Veracruz, i den sydöstra delen av landet, 200 km öster om huvudstaden Mexico City. Agua Cercada ligger 2 628 meter över havet och antalet invånare är 169.
Terrängen runt Agua Cercada är varierad. Runt Agua Cercada är det ganska tätbefolkat, med 111 invånare per kvadratkilometer. Närmaste större samhälle är Río Blanco, 15,8 km öster om Agua Cercada. I omgivningarna runt Agua Cercada växer huvudsakligen savannskog.